# If Stockholm Open 2007
If Stockholm Open 2007 — тенісний турнір, що проходив на кортах з твердим покриттям у місті Стокгольм, Швеція з 8 жовтня . Належав до категорії International Series.

## Фінальна частина

### Одиночний розряд
Іво Карлович —  Томас Юганссон 6–3, 3–6, 6–1

### Парний розряд
Йонас Бйоркман /  Максим Мирний —  Арно Клеман /  Мікаель Льодра 6–4, 6–4